# Ramiro (Gashora)
Ramiro ist eine von fünf Zellen (Verwaltungseinheiten 4. Ebene) im Sektor Gashora des Distrikts Bugesera in der Ostprovinz von Ruanda.

## Geographie
Ramiro liegt auf einer Höhe von etwa 1410 m und hat eine in Nord-Süd-Richtung langgestreckte Form. Nachbarzellen sind im Nordosten Biryogo, im Osten Mwendo, im Süden Nemba, im Westen Mbyo und im Nordwesten Kagomasi. Direkt östlich von Ramiro liegen der Mirayi-, Kilimbi- und Gaharwa-See. Diese sind Teil der Nyabarongo-Feuchtgebiete (Nyabarongo wetlands), die sich entlang der Ufer des östlich verlaufenden Nyabarongo erstrecken und von BirdLife International als Important Bird Area (IBA), d. h. als potentielles Vogelschutzgebiet, gelistet werden. Die Nyabarongo-Feuchtgebiete werden aufgrund des wachsenden Bedarfs an Landwirtschaftsflächen als gefährdet eingestuft.

## Verkehr
Entlang der Südwestgrenze von Ramiro verläuft die asphaltierte Nationalstraße 5. Von dieser zweigt nach Nordosten die Nationalstraße 6 ab. Diese ist Stand 2022 nicht asphaltiert. Im Süden der Zelle Ramiro zweigt zudem in Kagasa noch eine im ersten Abschnitt asphaltierte District Road von der Nationalstraße 5 nach Osten ab.